# Национальный музей искусств XXI века

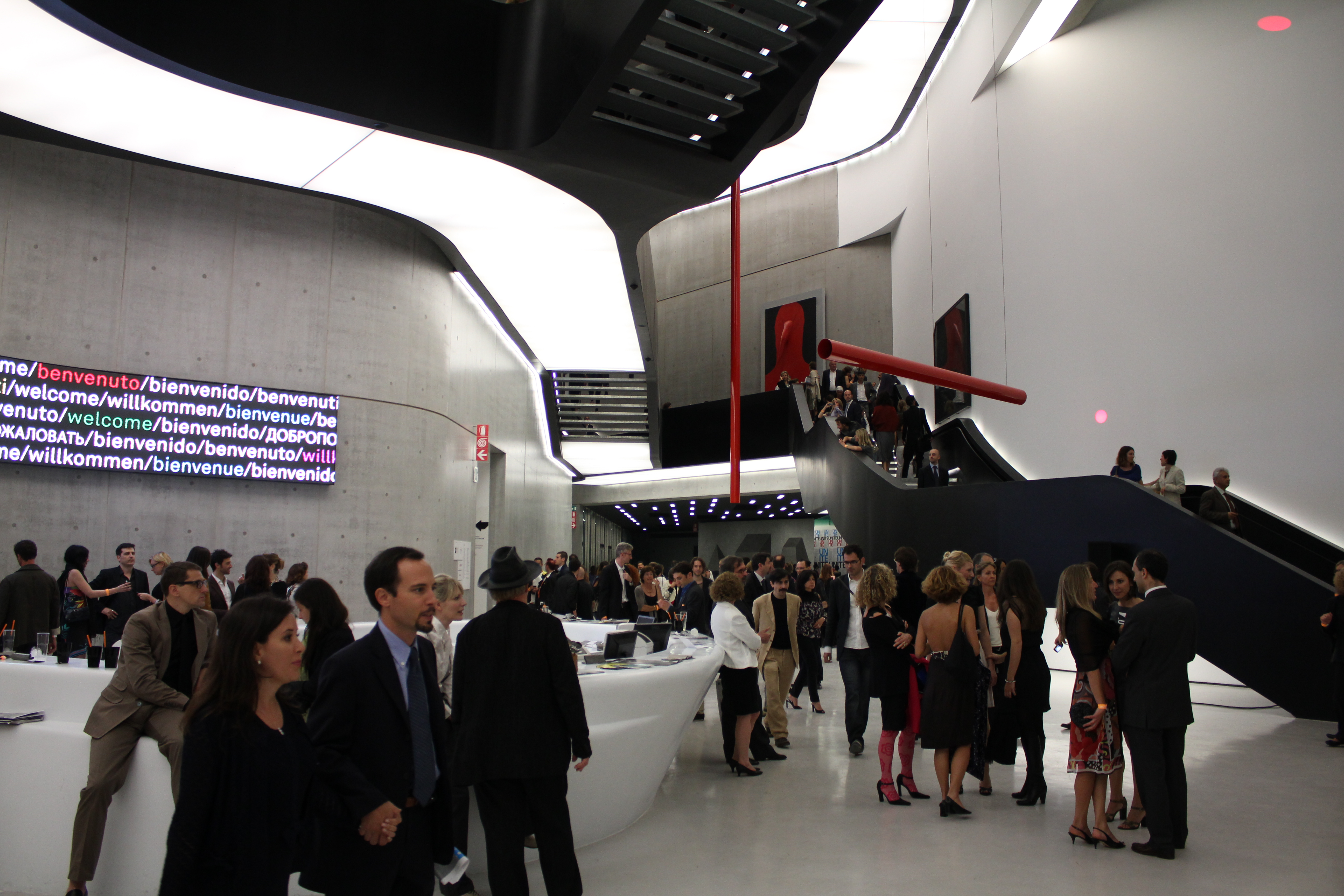

Национальный музей искусств XXI века / MAXXI (итал. MAXXI — Museo nazionale delle arti del XXI secolo) — национальный музей современного искусства в Риме.

## История
В 1990-х годах итальянцы осознали, что Рим — столица единственной европейской страны, в которой нет государственного музея современного искусства. Решили выстроить целых два музея — национальный и муниципальный. Муниципальный музей MACRO (Museo d’Arte Contemporanea di Roma) создали в корпусах старой пивоваренной фабрики Peroni неподалёку от Пиевых ворот.
Национальный музей искусств XXI века — MAXXI — открылся в Риме в мае 2010 года. Кроме выставочных залов MAXXI оснащён конференц-залом, библиотекой, мастерскими, залами для проведения различных мероприятий. Музей состоит из двух подразделений, «MAXXI Art» и «MAXXI Architecture», которые должны собирать, сохранять, изучать и популяризировать актуальные направления в изобразительном искусстве и архитектуре. Сразу после открытия римляне прозвали музей «макарониной».
В мае 2012 года музей перешёл под управление специальной администрации, назначенной Министерством культуры Италии. Возможно, музей будет закрыт. Временным управляющим музеем назначена архитектор Антония Паска Реккья. Музей стал испытывать финансовые проблемы и бюджетный дефицит после того, как в 2011 году государственные дотации были снижены на 43 %.

## Здание музея
Здание музея, строительство которого обошлось в 150 миллионов евро, построено по проекту известного архитектора Захи Хадид. Это самое крупное сооружение из всех ею спроектированных. Возведение спиралеобразной бетонной постройки площадью в 27 тысяч квадратных метров длилось 11 лет. Основой для постройки послужил комплекс казарм Монтелло — их фасад стал главным для MAXXI: там расположен его парадный вход. Казармы не отличались особыми архитектурными достоинствами. От них остался один лишь заурядный классический фасад, выходящий на виа Гвидо Рени.
В 2010 году Римский музей современного искусства Maxxi получил премию Стирлинга (Великобритания) за лучшее архитектурное оформление.

### Филиал в Л’Акуиле
30 октября 2020 года планируется открыть филиал музея во дворце Ардингелли (коммуна Л’Акуила, Абруццо). Дворец был построен в 1732—1742 годах по проекту архитектора Доменико Фонтана и сильно пострадал при землетрясении 2009 года. Восстановление здания финансировалось разными странами, в том числе 7,2 млн евро выделило правительство Российской Федерации.